# Amblystegium sparsile
Amblystegium sparsile är en bladmossart som beskrevs av Georg Friedrich von Jaeger 1880. Amblystegium sparsile ingår i släktet Amblystegium och familjen Amblystegiaceae. Inga underarter finns listade i Catalogue of Life.